# El blog de la Feña (álbum)
El blog de la Feña es una banda sonora interpretada por la cantante y actriz chilena Denise Rosenthal para la telenovela de dicho nombre. Fue lanzado el 9 de agosto de 2008, comercializado en la tienda Feria Mix y distribuido por la discográfica Feria Music. 
El álbum se grabó a comienzos de 2008 y fue producido por Mariano Pávez, Cristián Heyne y Gonzalo Yáñez, mientras que la fotografía y los videoclips estuvieron a cargo de Juan Pablo Sánchez. Andrea Godoy fue la encargada del diseño gráfico y Canal 13 también fue parte de la producción, con Juan Ignacio Vicente, Mariú Paolini y Carmen Gloria Román.
La promoción del disco incluyó tres sencillos oficiales: «No quiero escuchar tu voz», el cual ocupó la octava posición del Top 100 Chile, «Espérame», que alcanzó la posición 52; y «La vida sin ti», que llegó a la posición 84 de ese mismo ranking. Los videoclips de los primeros dos sencillos ocuparon las posiciones 1 y 3 de Los 10 + Pedidos de MTVLA, respectivamente. También se lanzó la canción «Amiga» como sencillo promocional para las radios.
El blog de la Feña logró disco de oro con más de 7500 copias vendidas.

## Antecedentes
La cantante chilena Denise Rosenthal participó en 2006 en un casting para una nueva apuesta juvenil del área dramática de Canal 13 titulada Amango, serie que logró gran éxito y popularidad en el público adolescente. Además, fue integrante del grupo musical homónimo.  
Debido a la popularidad de su personaje "Feña", la producción del canal realizó un spin-off de Amango titulado El blog de la Feña, en el que Rosenthal era la protagonista con su personaje de "Feña" y en el que el público podía participar del desarrollo de la serie enviando mensajes de texto eligiendo que desearían que pasara.
La serie comenzó su promoción en mayo de 2008 con anuncios publicitarios en televisión. El 16 de junio debutó en televisión abierta y dos meses más tarde se lanzó el álbum oficial de la banda sonora.

## Lanzamiento y promoción
Poco después del debut de la serie El blog de la Feña, se filtraron en las radios las canciones «Si tú me quieres» y «No quiero escuchar tu voz». El álbum vio la luz recién el 9 de agosto de 2008 e incluía ambas canciones más nueve canciones con temáticas de amor y desamor, principalmente. En sólo tres semanas logró disco de oro, gracias a lo cual Rosenthal aumentó los eventos de promoción y firmas de discos. 
El 14 de agosto de 2008, Denise realizó una presentación exclusiva en una de las tiendas de Feria del Disco en Santiago para promocionar el álbum, a la cual asistieron cientos de fans.
El Blog de la Feña se mantuvo en el TOP40 de las listas chilenas hasta febrero de 2009 y contó con una extensa promoción televisiva, con apariciones en programas de Canal 13 como Alfombra roja y La movida del festival.

### Sencillos
- «No quiero escuchar tu voz»: Lanzado en junio de 2008, fue el primer single de El blog de la Feña, así como el sencillo debut de Rosenthal. Debutó en el puesto número 64 del Chile Top 100, con un peak de 8. Fue número 1 en Los 10 + pedidos de MTVLA.
- «Espérame»: lanzado en septiembre de 2008 como el segundo sencillo del álbum, poco antes de algunos de los capítulos nuevos de El blog de la Feña,[1] El sencillo llegó al puesto número 3 en Los 10 más Pedidos de MTVLA y en Los 100+ Pedidos del 2008 de la misma estación logró el puesto número 52.
- «La vida sin ti»: fue lanzada en enero de 2009 y logró la posición número 84. Se organizó un concurso en el que los participantes enviaban un vídeo con la coreografía de la canción. Los mejores 50 vídeos se exhibirían en el programa Cubox en un videoclip.

## Rendimiento comercial
El blog de la Feña logró disco de oro en Chile con más de 7.500 copias vendidas en tres Semanas. El álbum se mantuvo en el TOP40 de Chile hasta febrero del año 2009.

## Listado de canciones
| N.º | Título                      | Productor(es)                                 | Duración |  |
| 1.  | «Si tu me quieres»          | Cristian Heyne & Gonzalo Yáñez                | 03:04    |  |
| 2.  | «No quiero escuchar tu voz» | Mariano Pavéz, Cristian Heyne & Gonzalo Yáñez | 02:46    |  |
| 3.  | «Hasta las 6»               | Cristian Heyne                                | 03:19    |  |
| 4.  | «Amiga»                     | Gonzalo Yáñez                                 | 03:51    |  |
| 5.  | «Espérame»                  | Mariano Pavéz & Gonzalo Yáñez                 | 02:53    |  |
| 6.  | «La vida sin ti»            | Cristian Heyne & Gonzalo Yáñez                | 03:10    |  |
| 7.  | «Esta vez»                  | Mariano Pavéz, Cristian Heyne & Gonzalo Yáñez | 02:55    |  |
| 8.  | «Te he vuelto a encontrar»  | Mariano Pavéz, Cristian Heyne & Gonzalo Yáñez | 02:32    |  |
| 9.  | «Creo»                      | Mariano Pavéz, Cristian Heyne & Gonzalo Yáñez | 03:22    |  |
| 10. | «Bye Bye»                   | Mariano Pavéz & Cristian Heyne                | 03:18    |  |
| 11. | «Déjate llevar»             | Cristian Heyne & Gonzalo Yáñez                | 02:48    |  |